# ベン・ジュキッチ
ベンジャミン・ダニエル・ジュキッチ（Benjamin Daniel Jukich , 1982年10月17日 - ）は、アメリカ合衆国ミネソタ州ダルース出身のプロ野球選手（投手）。左投左打。

## 経歴

### プロ入りとマイナー時代
2006年のMLBドラフトでオークランド・アスレチックスにドラフト13巡目指名され入団。この年は、傘下Aのケーンカウンティ・クーガーズと傘下ショートシーズンAのバンクーバー・カナディアンズで計16試合に登板した。
2007年は、開幕を傘下アドバンスAのストックトン・ポーツで迎えた。ここでは、12試合に登板した。シーズン途中にトレードでシンシナティ・レッズへ移籍した。移籍後は、傘下アドバンスAのサラソータ・レッズで14試合に登板した。
2008年は、開幕を傘下AAのチャタヌーガ・ルックアウツで迎え、23試合に登板した。その後、傘下AAAのルイビル・バッツに昇格した。ここでは、4試合に登板した。
2009年は、傘下AAAのルイビル・バッツで29試合に登板した。
2010年も、傘下AAAのルイビル・バッツで29試合に登板した。オフに、退団した。

### LG時代
2010年11月11日に、KBO・LGツインズと契約を結んだ。
2011年は、30試合に登板した。
2012年は、29試合に登板した。オフには、中日ドラゴンズ、東北楽天ゴールデンイーグルス、オリックス・バファローズなどの日本の数球団が、獲得調査を行っていたが、実現しなかった。
2013年は、15試合に登板した。オフに退団した。
その後は、野球界から遠ざかっている。